# Elsa (recueil)
Pour les articles homonymes, voir Elsa.
Elsa est un long poème publié par Louis Aragon en 1959. Il s'insère dans ce que la critique a appelé « le cycle d'Elsa », consacré à la figure d'Elsa Triolet, femme et muse du poète.

## Contexte
Elsa Triolet apparaît dans la poésie de Louis Aragon avec le recueil Le Crève-cœur. Elle est également le sujet des recueils Cantique à Elsa (1941), Les Yeux d'Elsa (1942), Les Yeux et la Mémoire (1954), et par la suite du Fou d'Elsa (1964), constituant le « cycle d'Elsa ».
Louis Aragon est, en 1959, toujours un intellectuel-phare du communisme français. Mais les communistes sont à l'époque en période de trouble, à la suite de la déstalinisation. Selon Pierre Daix, de même que les recueils faits durant la Seconde Guerre Mondiale, Elsa constitue « une reconstruction d'Aragon, de ses idées sur la vie, après le désastre politique ».

## Analyse

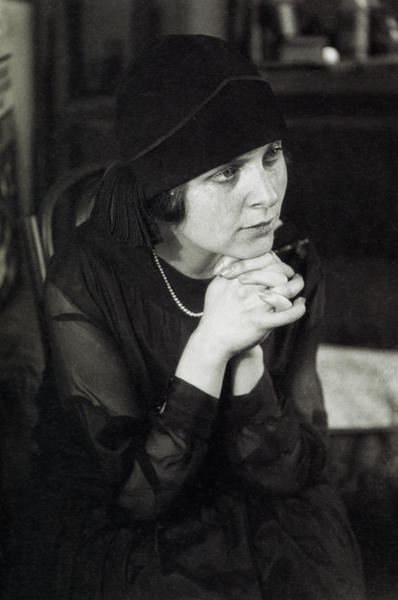
Elsa Triolet.

Ce poème paraît en même temps que le roman Roses à crédit d'Elsa Triolet, et joue sur le thème de la rose, en faisant notamment référence au Roman de la rose et à L'Empire des roses de Saadi.
Comme les derniers romans d'Elsa Triolet, le poème traite du thème de la vieillesse. Dans la forme, il s'inspire de Zone de Guillaume Apollinaire.

### Éditions
- Louis Aragon, Elsa, Paris, Gallimard, 1959.
- Louis Aragon, L'œuvre poétique, t. I, livre I, Paris, Messidor/Livre Club Diderot, 1989.
- Louis Aragon (préf. Jean Ristat), Œuvres poétiques complètes, t. I, Gallimard, édition publiée sous la direction d'Olivier Barbarant avec la collaboration de Daniel Bougnoux, François Eychart, Marie-Thérèse Eychart, Nathalie Limat-Letellier et Jean-Baptiste Para, coll. « Bibliothèque de la Pléiade », 2007.
- Louis Aragon, Elsa, Paris, Gallimard, coll. « Poésie/Gallimard », 2009.

### Ouvrages critiques
- Claude Roy, Aragon, Paris, Seghers, coll. « Poètes d'aujourd'hui » (no 2), 1945.
- Georges Sadoul, Aragon, Paris, Seghers, coll. « Poètes d'aujourd'hui » (no 159), 1967.
- Pierre Daix, Aragon, Paris, Flammarion, 1994.
- Lionel Ray, Aragon, Paris, Seghers, coll. « Poètes d'aujourd'hui », 2002.